# Clathria sigmoidea
Clathria sigmoidea är en svampdjursart som först beskrevs av Cuartas 1992.  Clathria sigmoidea ingår i släktet Clathria och familjen Microcionidae. Inga underarter finns listade i Catalogue of Life.